# كلارنس أوين كوبر
كلارنس أوين كوبر هو سياسي كندي، ولد في 17 أكتوبر 1899 في ميافورد في كندا، وتوفي في 5 أبريل 1966. حزبياً، نشط في الحزب الكندي التقدمي المحافظ. وقد انتخب عضو مجلس العموم الكندي.